# Mops brachypterus
Mops brachypterus är en däggdjursart som först beskrevs av Peters 1852.  Mops brachypterus ingår i släktet Mops och familjen veckläppade fladdermöss.
Inga underarter finns listade i Catalogue of Life. Wilson & Reeder (2005) skiljer mellan två underarter.

## Utseende
Arten blir utan svans 52 till 65 mm lång, svanslängden är 25 till 35 mm, underarmarna är 34 till 41 mm långa och vikten varierar mellan 12 och 18 g. Djuret har ungefär 11 mm långa bakfötter och 14 till 19 mm stora öron. Den korta svartbruna pälsen på ovansidan har ofta röda nyanser. Undersidan är täckt av ljusare päls som är gråbrun, grå, krämfärgad eller vit med inslag av gul eller orange. I Kamerun finns en påfallande orangebrun variant. Typisk är lite genomskinliga svartbruna vingar. Den övre läppen har 5 till 7 hudveck och många hår. Kronan av den tredje molaren i överkäken liknar ett V i utseende. Den diploida kromosomuppsättningen bildas av 48 kromosomer (2n=48).

## Utbredning
Denna fladdermus förekommer norr om Guineabukten samt i centrala och i östra Afrika. Beståndet är uppdelat i tre från varandra skilda populationer. Habitatet utgörs främst av tropiska regnskogar i låglandet. Individerna vilar på dagen i trädens håligheter, i byggnader eller i andra gömställen.

## Ekologi
Vid viloplatsen bildas grupper med 10 till 20 medlemmar. Ibland finns exemplar av Mops condylurus eller Mops thersites i samma gömställe. Nästet kan även vara övergivna bon av afrikanska barbetter. En vanlig fiende är fladdermusvråken. Födan utgörs av flygande myror och troligtvis andra insekter. I norra Kongo-Kinshasa hittades under mars dräktiga honor med ett embryo.

## Hot
Begränsade populationer hotas av landskapsförändringar. I andra regioner är Mops brachypterus vanligt förekommande. IUCN listar arten som livskraftig (LC).